# Atan jezici
Atan jezici, malena podskupina transnovogvinejskih jezika, koji se govore u provinciji Madang. Predstavljaju je jezici atemble ili atemple [ate] sa svega 60 govornika (2000 S. Wurm), i nend [anh] 2.000 (1991 UBS) između rijeka Ramu i Sogeram.
Zajedno s podskupinama emuan (2) jezika i Paynamar (1) istoimeni jezik čini širu skupinu wanang

## Vanjske poveznice
- Ethnologue (14th)
- Ethnologue (15th)